# Setmana Santa a Asp
La Setmana Santa d'Asp és una celebració de la Passió, Mort i Resurrecció de Jesucrist a través de diferents actes, dels quals destaquen 11 processons organitzades per la Junta Major de Confraries i Germandats que realitzen entre les 11 Confraries, Germandats i Arxiconfraries pels carrers del municipi durant el període comprés entre el Diumenge de Rams i el Diumenge de Resurrecció, i en les quals participen més d'una trentena de passos processionals, tots ells portats a coll o a costal. En l'actualitat, la Setmana Santa d'Asp (Vinalopó Mitjà). Compta amb més de 2000 confrares i va ser declarada d'Interés Turístic Provincial.

## Història
La Setmana Santa d'Asp sorgeix probablement en els inicis del segle xvii. Es tenen referències documentals de la Confraria del Dolcíssim Nom de Jesús, que ja en 1615 organitzava la Setmana Santa, especialment el divendres Sant. L'actual configuració de la nostra Setmana Santa procedeix no obstant això del segle xix, quan dona inici la representació vivent de les Maries i la Magdalena, així com el Sermó de les Set Paraules "El Mont" instaurada l'any 1844. En 1883 es funda la Germandat del nostre Pare Jesús Natzaré i en 1885, la de Sant Joan. De les Germandat de la Soledat i de La nostra Senyora de les Angoixes es desconeix la data exacta, però podrien ser de l'últim quart del segle xix. L'Arxiconfraria del Santíssim Crist de la Bona Mort apareix en 1920 i la Confraria de la Santa Verònica, en 1926.
Amb l'arribada de la Guerra Civil Espanyola en 1936, és destruït pràcticament tot el patrimoni històric i artístic de la Setmana Santa aspenca. Només es conserva la imatge del Crist del pas de la Flagel·lació, del segle xix, que va passar els anys de guerra amagat en un pou. També es conserven alguns complements del nostre Pare Jesús Natzaré, Soledad i Sant Joan, com ara, túniques, estendards, corones, etc.
En 1940 es recuperen les sis Confraries i Germandats abans indicades, i es funda la Germandat de Maria al peu de la Creu. L'any següent, apareix la de l'Oració a l'Hort. Entre 1940 i 1945 es reposa i amplia tot el patrimoni de la Setmana Santa d'Asp amb l'arribada de les imatges del nostre Pare Jesús Natzaré, Santa Verònica, Santíssim Crist de la Bona Mort i Santíssima Mare de Déu (José Romero Tena); María al peu de la Creu, Dolorosa, Sant Joan i Mare de Déu dels Dolors (Enrique Casterá i Masia); Sant Sepulcre (Luis Carlos Román López); Botxins del pas de la Flagel·lació (Juan Martínez Matáix); i Oració a l'Hort, La nostra Senyora de les Angoixes i Santíssim Crist de l'Agonia (Tallers d'Art Religiós d'Olot). Al seu torn, es van reprendre la totalitat de les processons i se'n va incorporar una de nova en la nit del Dimarts Sant, així com el Sermó de les Set Paraules "El Mont", que va desaparéixer en 1955.
La dècada dels seixanta porta importants novetats a la Setmana Santa d'Asp amb l'arribada de l'Esperança Macarena (Rausell i Llorens) i la incorporació de la Processó de les Mantellines. No obstant això, els problemes econòmics fan que aquesta processó desaparega a la fi de la dècada, i que el patrimoni de l'Arxiconfraria del Santíssim Crist de la Bona Mort l'haja d'assumir la Germandat de Maria al peu de la Creu per traure'l al carrer, per no poder fer front aquesta a les processons de Setmana Santa.
La dècada de 1970 es va caracteritzar per l'arribada d'un bon nombre d'imatges a la Setmana Santa d'Asp: Crist Ressuscitat (Tallers de Rafael Arau); Sant Trasllat del Cos de Jesús al Sepulcre i Sant Pere (Francisco Gil Andrés); Soledat i Santa Maria Magdalena (Miguel de Sales i Vicente López) i Jesús i la Samaritana (José María Sánchez Lozano). A més, en 1978 l'antiga Junta de Germandats composta pels presidents de les Germandats i el rector de La nostra Senyora del Socors, dona pas a l'actual Junta Major de confraries i Germandats, que s'encarrega d'organitzar les celebracions de Setmana Santa.
La dècada dels huitanta es va caracteritzar per donar inici a una recuperació de la Setmana Santa, tant en participació com en serietat, destacant la instauració d'una nova processó en la nit del Dilluns Sant, la recuperació de l'Arxiconfraria del Santíssim Crist de la Bona Mort i l'arribada de noves imatges: Caiguda de Jesús (Tallers de Rafael Arau); El nostre Pare Jesús Captiu i Santes Dones Piadoses (Valentín García Cinquè). No obstant això, seria la dècada dels 90 la que marcaria l'auge de la Setmana Santa aspenca amb l'aparició de noves Germandats; la del nostre Pare Jesús de l'Ecce Homo en la seua Sagrada Presentació al Poble i Maria Santíssima de l'Amor i la Misericòrdia (1995), a més de l'arribada de les imatges titulars de la Germandat (Valentín García Quinto); i la de la Guàrdia Pretoriana (1996), que crea el pas Mare Desolada amb les imatges ja existents de la Mare de Déu dels Dolors i del Santíssim Crist de l'Agonia. En aquests anys apareix el cartell anunciador, la revista i el Pregó per a l'exaltació de la Setmana Santa.
Amb el segle XXI arriba la consolidació de la Setmana Santa d'Asp i hi apareixen dues noves Germandats: Poble Hebreu (2002) i Santíssim Crist del Perdó i Maria Santíssima de la Humilitat (2006), i es converteix en l'etapa històrica en què més imatges s'incorporen a la mateixa: La nostra Senyora del Dolor i l'Agonia (Ramón Cuenca Sant), Jesús Triomfant i Santíssim Crist del Perdó (José Antonio Hernández Navarro), Maria Santíssima de l'Amargor i Maria Santíssima de la Humilitat (Valentín García Quinto), Mont Calvari (confrares), Santíssima Creu (Mario Álvarez Dewey), imatges secundàries del nostre Pare Jesús de l'Ecce Homo en la seua Sagrada Presentació al Poble (Fernando Aguado Hernández); així com la incorporació de la imatge ja existent del Santíssim Crist de la Salvació (Tallers Valencians d'Art Confrare). En aquests anys es restauren imatges, s'adquireixen nous trons, es millora la qualitat de les celebracions en tots els aspectes i s'hi incorporen dues noves processons: l'Estació de Penitència en la nit del Diumenge de Rams, i la Processó de Difunts i Ànimes el Dijous Sant (matinada de Divendres Sant). L'any 2005, Asp acull la XII Trobada Provincial de Confraries i Germandats, que entre altres coses, va servir per recuperar el Sermó de les Set Paraules "El Mont", que des d'aleshores té lloc la vesprada del dissabte Sant dels anys parells a la Basílica La nostra Senyora del Socors. En 2008 la Setmana Santa d'Asp és declarada Festa d'Interés Turístic Provincial del País Valencià; i en 2013 va acollir la V Trobada Interdiocesana de Confraries i Germandats del País Valencià.

## Confraries i Germandats
Germandat del nostre Pare Jesús Natzaré i Jesús Triomfant

Fundada en 1883, està composta en l'actualitat per 160 confrares. La seua vestimenta consta de capa morada i túnica i caputxa granada. Compta amb dos passos processionals: El nostre Pare Jesús Natzaré (José Romero Tena, 1940) i Jesús Triomfant (José Antonio Hernández Navarro, 2002), participant en 4 processons.
Germandat i Confraria de la Soledat, Dolorosa i Esperança Macarena

Fundada l'últim quart del segle xix, està composta en l'actualitat per 80 confrares. La seua vestimenta consta de capa i caputxa blanca i túnica negra. Compta amb quatre passos processionals: Dolorosa (Enrique Casterá i Masia, 1940), Esperança Macarena (Rausell i Llorens, 1962), La nostra Senyora de la Soledat (Miguel de Sales i Vicente López, 1973) i Àngel de la Resurrecció (anònim, s. XVIII), participant en 5 processons. A més, organitza un Viacrucis en la vesprada del Divendres Sant.
Germandat i Confraria de La nostra Senyora de les Angoixes i Santa Maria Magdalena

Fundada l'últim quart del segle xix, està composta en l'actualitat per 150 confrares. La seua vestimenta consta de capa blanca i túnica blava (en la processó del Sant Enterrament és negra). Compta amb dos passos processionals: La nostra Senyora de les Angoixes (Tallers d'Art Religiós d'Olot, 1945) i Santa María Magdalena (Miguel de Sales i Vicente López, 1973), participant en 5 processons. Organitza la Processó de les Mantellines en la vesprada del Diumenge de Rams, i un tríduum a la mateixa imatge entre el Dilluns i el Dimecres Sant a la Basílica La nostra Senyora del Socors.
Germandat de Sant Joan i la Samaritana

Fundada l'any 1885, està composta en l'actualitat per 180 confrares. La seua vestimenta consta de capa roja i túnica i caputxa verda. Compta amb dos passos processionals: Sant Joan (Enrique Casterá i Masia, 1940) i Jesús i la Samaritana (José María Sánchez Lozano, 1979), participant en 5 processons.
Arxiconfraria del Santíssim Crist de la Bona Mort

Fundada l'any 1920, està composta en l'actualitat per 180 confrares. La seua vestimenta consta de capa roja i túnica i caputxa negres. Compta amb quatre passos processionals: Santíssim Crist de la Bona Mort (José Romero Tena, 1941), Sant Sepulcre (Luis Carlos Román López, 1940), Flagel·lació del Senyor (Crist anònim, segle XIX; botxins de Juan Martínez Matáix, 1942) i Maria Santíssima de l'Amargor (Valentín García Cinquè, 2002), participant en 5 processons. Organitza en Quaresma el Quinari del Santíssim Crist de la Bona Mort a la Basílica La nostra Senyora del Socors, així com la Processó del Silenci en la nit del Dijous Sant.
Confraria de la Santa Verònica i Santes Dones Piadoses

Fundada l'any 1926, està composta en l'actualitat per 160 confrares. La seua vestimenta consta de capa blanca, túnica verda i caputxa daurada. Compta amb dos passos processionals: Santa Verònica (José Romero Tena, 1940) i Santes Dones Piadoses (Valentín García Quinto, 1989), participant en 5 processons.
Germandat de María al peu de la Creu

Fundada l'any 1940, està composta en l'actualitat per 250 confrares. La seua vestimenta consta de capa blava, túnica marró i caputxa blanca. Compta amb sis passos processionals: Maria al peu de la Creu (Enrique Casterá i Masia, 1940), Santíssima Mare de Déu (José Romero Tena, 1945), Crist Ressuscitat (Tallers de Rafael Arau, 1971), Caiguda de Jesús (Tallers de Rafael Arau, 1983), El nostre Pare Jesús Captiu (Valentín García Cinquè, 1988) i Mont Calvari (Confrares, 2000), participant en 5 processons.
Germandat de l'Oració a l'Hort

Fundada l'any 1941, està composta en l'actualitat per 120 confrares. La seua vestimenta consta de capa i túnica blava i caputxa blanca. Compta amb quatre passos processionals: Oració a l'Hort (Tallers d'Art Religiós d'Olot, 1941), Sant Trasllat del Cos de Jesús al Sepulcre (Francisco Gil Andrés, 1972), Sant Pere (Francisco Gil Andrés, 1972) i La nostra Senyora del Dolor i l'Agonia (Ramón Conca Sant, 2000), participant en 5 processons.
Germandat i Confraria del nostre Pare Jesús de l'Ecce Homo en la seua Sagrada Presentació al Poble i Maria Santíssima de l'Amor i la Misericòrdia

Fundada en 1995, està composta en l'actualitat per 200 confrares. La seua vestimenta consta de túnica i caputxa ivori. Compta amb dos passos processionals: El nostre Pare Jesús de l'Ecce Homo en la seua Sagrada Presentació al Poble (Crist: Valentín García Quinto, 1995; Imatges secundàries: Fernando Aguado Hernández, 2004-2008) i Maria Santíssima de l'Amor i la Misericòrdia (Valentín García Quinto, 1995), participant en 3 processons. Organitza l'Estació de Penitència de la nit del Diumenge de Ramos i publica anualment el butlletí "Ecce Homo".
Germandat Guàrdia Pretoriana i Mare Desolada

Fundada en 1996, està composta en l'actualitat per 80 confrares. La seua vestimenta es divideix en el terç romà composta per un vestit a imitació dels d'època, i del terç de penitents que consta de capa blanca, túnica granada i capuctxa daurada (negra en la processó del Sant Enterrament). Compta amb el pas Mare Desolada, compost per la Mare de Déu dels Dolors (Enrique Casterá i Masia, 1945) i Santíssim Crist de l'Agonia (Tallers d'Art Religiós d'Olot, 1949), participant la germandat al complet en 3 processons. Els membres de la Guàrdia Pretoriana participen en dues processons més, així com en altres actes de la Setmana Santa (Sermó de les Set Paraules "El Mont", custòdia del Monument el Dijous Sant). Organitza a més dos trasllats amb el Santíssim Crist de l'Agonia, el Divendres de Dolores i el Dissabte Sant.
Germandat del Poble Hebreu

Fundada en 2002, està composta en l'actualitat per 70 confrares. La seua vestimenta és imitació a la vestimenta hebrea d'època. Compta amb dos passos processionals: Santíssima Creu (Mario Álvarez Dewey, 2002) i Santíssim Crist de la Salvació (Tallers d'Art Religiós Valencià, 1975), participant en 4 processons. Destaca la Banda de Cornetes i Tambors del Santíssim Crist de la Salvació, creada en 2013.
Germandat del Santíssim Crist del Perdó i Maria Santíssima de la Humilitat

Fundada en 2006, inicia la seua participació en les processons en 2007. Està composta per 70 confrares i la seua vestimenta consta de capa, túnica i caputxa negres. Compta amb dos passos processionals: Santíssim Crist del Perdó (José Antonio Hernández Navarro, 2006) i Maria Santíssima de la Humilitat (Valentín García Cinquè, 2000-2009), participant en 3 processons.

## Processons[21]

### Diumenge de Rams
Processó de les Palmes

Sorgida al segle xix, va ser durant tot el segle XX una processó popular. En 2002, sofreix un profund canvi amb l'arribada de la imatge de Jesús Triomfant i l'aparició de la Germandat del Poble Hebreu, unit a un canvi de recorregut. Comença a les 10.30 h. amb el següent ordre: Estament Religiós, apòstols, Unió de Bandes de Cornetes i Tambors, poble, Germandat del Poble Hebreu, Jesús Triomfant i Junta Major de Confraries i Germandats. L'itinerari és: Plaça Major (on es procedeix a la benedicció de les palmes), Francisco Candela, San José, Av. Constitució, Pedro Galipienso, Parc Doctor Calatayud, Sagrament, Plaça Major i Basílica La nostra Senyora del Socors.
Processó de les Mantellines

Organitzada per la Germandat i Confraria de La nostra Senyora de les Angoixes, sorgeix en 1960 i es perllonga durant una dècada, per tornar al calendari de la Setmana Santa aspenca en 1990 amb continuïtat fins a l'actualitat. La processó tracta de ser d'una banda un pregó de la Passió i Mort de Jesús, ja que està presidida per la imatge de La nostra Senyora de les Angoixes, única que conté el missatge de la mort de Crist, el sofriment de la Mare de Déu i el símbol del cristianisme: la creu; i d'altra banda, realçar la labor de la dona. Comença a les 20.00 h. amb el següent itinerari: Basílica La nostra Senyora del Socors, Plaça Major, Sagrament, Parc Doctor Calatayud, Pedro Galipienso, Av. Constitució, Arc de l'Ajuntament, Plaça Major i Basílica.
Estació de Penitència

Organitzada per la Germandat i Confraria del nostre Pare Jesús de l'Ecce Homo en la seua Sagrada Presentació al Poble i Maria Santíssima de l'Amor i la Misericòrdia, sorgeix l'any 2000 i parteix des de la Residència d'Ancians, fins que en 2012 va començar a partir de la seu de la pròpia germandat. D'ella destaca la salutació de passos que té lloc davant una abarrotada Avinguda de la Constitució. Comença a les 21.30 h. amb el següent itinerari: Casa Germandat, Guzmán el Bueno, Poniente, Avda. de Navarra, Puente El Baño, Avda. Constitución, Genaro Candela, Santa Teresa, Plaza Mayor, Francisco Candela, San José, Avda. Constitución, Puente El Baño, Avda. de Navarra, Poniente, Guzmán el Bueno i Casa Germandat.

### Dilluns Sant
Processó de Jesús i la Samaritana

Sorgida en 1979 amb l'arribada de la imatge que li dona nom, ha sofert nombrosos canvis tant de germandats participants com de recorregut. Actualment comença a les 21.00 h. amb el següent ordre: Jesús i la Samaritana, Esperança Macarena i Clergat. L'itinerari és: Basílica Nuestra Señora del Socorro, Plaza Mayor, Francisco Candela, Santa Cecilia, San Jaime, Concepción, Ramón y Cajal, Nuncio, Virgen del Carmen, Santo Tomás, Sacramento, Plaza Mayor i Basílica.

### Dimarts Sant
Processó de l'Oració a l'Hort

Instaurada en 1941 amb l'arribada de la imatge que li dona nom, durant dècades va ser aquest l'únic pas que va formar part de la mateixa. Els anys huitanta del segle xx, amb l'arribada de nous passos a la Setmana Santa d'Asp, es van incorporar noves germandats a aquesta processó, encara que no totes han romàs fins a l'actualitat. Comença a les 21.00 h. amb el següent ordre: Oració a l'Hort, La nostra Senyora del Dolor i l'Agonia, Santes Dones Piadoses, María al peu de la Creu i clergat. L'itinerari és: Parròquia El Buen Pastor, Avda. de Madrid, Barcelona, Colón, Vereda, Ramón y Cajal, Nuncio, Virgen del Carmen, Santo Tomás, Sacramento, Plaza Mayor i Basílica Nuestra Señora del Socorro.

### Dimecres Sant
Processó del Camí del Calvari

Es tracta d'una de les processons més antigues i tradicionals de la Setmana Santa aspenca. Antigament denominada "Processó d'Arreplega de Sants", ja que servia per traslladar els passos des de l'Ermita de la Concepció, on es guardaven les imatges, fins a l'actual Basílica, en els nostres dies s'ha convertit en un resum de la passió i mort de Crist en una de les majors processons amb la participació de deu de les dotze germandats i confraries. Comença a les 21.00 h. amb el següent ordre: Sant Pere, Santa Verónica, El nostre Pare Jesús Captiu, Caiguda de Jesús, Sant Joan, El nostre Pare Jesús Natzaré, Dolorosa, Maria Santíssima de la Humilitat, Santíssim Crist del Perdó, Guàrdia Pretoriana, Mare Desolada, La nostra Senyora de les Angoixes, Maria Santíssima de l'Amargor i Clergat. L'itinerari és: Basílica Nuestra Señora del Socorro, Plaza Mayor, Santa Teresa, Genaro Candela, Avda. Constitución, San José, Francisco Candela, Santa Cecilia, San Jaime, Concepción, Ramón y Cajal, Virgen de las Nieves, Antonio Soria, Virgen del Carmen, Santo Tomás, Sacramento, Plaza Mayor i Basílica.

### Dijous Sant
Processó del Silenci

La imatge del Santíssim Crist de la Bona Mort recorre els carrers d'Asp entre silenci i foscor mentre és resat el Viacrucis, en una multitudinària processó plena de respecte i simbolisme. Parteix a les 23.00 h. amb el següent itinerari: Basílica Nuestra Señora del Socorro, Plaza Mayor, Santa Teresa, Genaro Candela, Avda. Constitución, San José, Francisco Candela, Santa Cecilia, San Jaime, Concepción, Ramón y Cajal, Nuncio, Virgen del Carmen, Santo Tomás, Sacramento, Plaza Mayor i Basílica.
Processó de Difunts i Ànimes

La matinada aspenca compta amb una singular processó sorgida en 2005 i organitzada per la Germandat del Poble Hebreu. Entre la foscor de la nit, el foc de les torxes, l'olor a encens, el retrunyir dels tambors i cornetes i els cants gregorians, la imatge del Santíssim Crist de la Salvació ix en processó pels carrers d'Asp a la 1.30 h. amb el següent itinerari: Parròquia El Buen Pastor, Avda. de Madrid, Lérida, Colón, Vereda, Nuncio, San Rafael, Teodoro Alenda, Sacramento, Santo Tomás, Santa Bárbara, Reina Isabel, Antonio Soria, María Botella, Avda. de Madrid y Parròquia El Buen Pastor.

### Divendres Sant
Cerimònia de la Trobada i Processó del Camí del Calvari

La processó amb major recorregut de la Setmana Santa d'Asp és també una de les més antigues i tradicionals. Anteriorment partia a les 5.00 h. però en l'actualitat ho fa a les 8.00 h., quan la imatge del nostre Pare Jesús Natzaré parteix des de la Basílica acompanyat de la seua Germandat, els Natzarens Penitents, la Guàrdia Pretoriana i la Magdalena vivent cap a l'Avinguda de la Constitució, on té lloc la Cerimònia de la Trobada amb les imatges de Sant Joan, Santa Verònica i Dolorosa i la representació vivent de les Maries. Una vegada finalitzada, dona començament la processó pels carrers d'Asp amb el següent ordre: Jesús i la Samaritana, Sant Joan, Oració en l'Hort, Flagel·lació del Senyor, El nostre Pare Jesús de l'Ecce Homo en la seua Sagrada Presentació al Poble, El nostre Pare Jesús Captiu, Caiguda de Jesús, Maria Santíssima de la Humilitat, Santa Verònica, Santes Dones Piadoses, Santa Maria Magdalena, Guàrdia Pretoriana, El nostre Pare Jesús Natzaré, Dolorosa i Clergat. L'itinerari és: Basílica Nuestra Señora del Socorro, Santa Teresa, Genaro Candela, Avda. Constitución (donde tiene lugar la ceremonia del Encuentro), Vicente Calatayud, San Juan, comandante Franco, Gregorio Rizo, Francisco Candela, Santa Cecilia, San Jaime, Concepción, Ramón y Cajal, Virgen de las Nieves, Antonio Soria, Virgen del Carmen, Santo Tomás, Sacramento, Plaza Mayor i Basílica.
Viacrucis

A les 16.30 h. tenen lloc a la Basílica La nostra Senyora del Socors els Sants Oficis. En finalitzar, la imatge de La nostra Senyora de la Soledat, portada sobre un xicotet tron, recorre el nucli antic del municipi mentre és resat el Viacrucis en una humil i senzilla processó que guarda l'essència de com van haver de ser les primeres de la Setmana Santa aspenca. L'itinerari és: Basílica Nuestra Señora del Socorro, Plaza Mayor, Francisco Candela, Santa Cecilia, San Jaime, Concepción, Ramón y Cajal, Nuncio, Virgen del Carmen, Santo Tomás, Sacramento, Plaza Mayor i Basílica.
Processó del Sant Enterrament

La més solemne i multitudinària de les processons de la Setmana Santa aspenca, en ella hi participen onze de les dotze Confraries i Germandats portant un total de tretze passos relacionats amb la mort de Crist, i és presenciada per més de 10.000 persones. Dona començament a les 19.00 h. amb el següent ordre: Santa Verònica, Santes Dones Piadoses, Guàrdia Pretoriana, Mare Desolada, Santa Maria Magdalena, La nostra Senyora de les Angoixes, Sant Trasllat del Cos de Jesús al Sepulcre, La nostra Senyora del Dolor i l'Agonia, Mont Calvari, Maria al peu de la Creu, Maria Santíssima de l'Amor i la Misericòrdia, Santíssima Creu, Sant Joan, Natzarens, Sant Sepulcre, Soledat, Clergat i Autoritats. L'itinerari és: Basílica Nuestra Señora del Socorro, Plaza Mayor, Santa Teresa, Genaro Candela, Avda. Constitución, San José, Francisco Candela, Santa Cecilia, San Jaime, Concepción, Ramón y Cajal, Nuncio, Virgen del Carmen, Santo Tomás, Sacramento, Plaza Mayor i Basílica.

### Diumenge de Resurrecció
Processó de la Resurrecció i Cortesies

Coneguda popularment a Asp com La Mañanica de Pascua, és una de les senyes d'identitat de la Setmana Santa d'Asp. La processó parteix a les 9.00 h. des de la Basílica La nostra Senyora del Socors, i el moment en què el Santíssim Sagrament ix de la mateixa a la Plaça Major té lloc la Trobada amb la Magdalena Vivent. Després de la processó, té lloc el multitudinari acte de les Cortesies, en les quals el Santíssim Sagrament és reverenciat per la Guàrdia Pretoriana, Sant Joan, Santíssima Mare de Déu, la Magdalena i les Maries vivents. La processó compta amb el següent ordre: Germandat del Poble Hebreu, Germandat del Santíssim Crist del Perdó, Arxiconfraria del Santíssim Crist de la Bona Mort, Àngel de la Resurrecció, Guàrdia Pretoriana, Sant Pere, Sant Joan, Santíssima Mare de Déu, Crist Ressuscitat, Santes Dones Piadoses, Santa Maria Magdalena, Santíssim Sagrament i Junta Major de Confraries i Germandats. L'itinerari és: Basílica Nuestra Señora del Socorro, Plaza Mayor, Francisco Candela, Santa Cecilia, San Jaime, Concepción, Ramón y Cajal, Nuncio, Virgen del Carmen, Santo Tomas, Sacramento i Plaza Mayor.